# Claire Sainte-Soline
Claire Sainte-Soline (geboren als Nelly Éva Marguerite Fouillet am 18. September 1891 in Melleran, Département Deux-Sèvres; gestorben am 14. Oktober 1967 in Paris) war eine französische Wissenschaftlerin und Schriftstellerin.

## Leben
Fouillet war die Tochter der Grundschullehre Pierre Fouillet (1867–1950) und Henriette Léontine Barbeau (1864–1932). Von 1932 bis 1935 war ihr Vater, Mitglied der linksbürgerlichen Parti radical, der Bürgermeister von Niort. Nelly war Schülerin in den Lyzeen von Niort und Bordeaux, bevor sie in Sèvres die École normale supérieure besuchte. Sie schloss mit einem doppelten Staatsexamen in Physik und Naturwissenschaften ab.
Fouillet wurde danach Assistentin der Chemikerin Camille Matignon (welche wiederum Schülerin von Marcelin Berthelot war). Sie heiratete 1918 Louis Coquart, von dem sie sich 1941 wieder scheiden ließ. Dieser Ehe entstammte Paulette Coquart (1919–1999), welche wiederum den Autor Pierre Moinot heiratete. Nelly Fouillet-Coquart unternahm zahlreiche Reisen durch Nordafrika und die Mittelmeerländer, aber auch zum Indus und nach Japan.
Sie lehrte Naturwissenschaften als Studienrätin: zwischen 1915 und 1919 in Blois und Grenoble, dann von 1919 bis 1924 in Auxerre, am Lycée Fénelon in Paris von 1924 bis 1956 und in Fès von 1956 bis 1958.
1967 starb sie an Brustkrebs und wurde am 17. Oktober des Jahres in Niort im Grab ihrer Eltern beerdigt.

## Werk
1934 veröffentlichte sie 1934 ihren ersten Roman Journée, der das Dorfleben im Poitevin schildert. Sie ließ sich hierzu vom Dorf Sainte-Soline inspirieren und wählte diesen Namen auch als ihren Künstlernamen. In den Folgejahren folgten über zwanzig weitere Romane und Aufsätze. Der eigenwillige Stil ihrer Romane war geprägt von nüchterner Sachlichkeit; hinter zunächst banalen Figuren steckte zugleich ein komplexes Innenleben, welches mit einer zuweilen rätselhaften bis dämonischen Außenwelt zurechtkommen muss. Physische und psychische Elemente der Figuren wurden so einer Einheit verwoben. Damit lehnte Sainte-Soline insbesondere die Ideen des Nouveau roman ab. Positive Kritiken erhielt sie unter anderem von André Gide.
- Journée (1934 – deutsch: Zwischen Morgen und Abend)
- D'une haleine (1935)
- Antigone ou l'Idylle en Crète (1936 – deutsch: Antigone. Oder Roman auf Kreta.)
- Les Sentiers détournés (1937)
- Le Haut du Seuil (1938)
- La Montagne des Alouettes (1940 – deutsch: Am Berg der Lerchen)
- Irène Maurepas (1942 – deutsch: Irene Maurepas)
- Petite physique pour les non physiciens (1943)
- Et l'enfant que je fus... (1944)
- Belle (1947 – deutsch: Belle)
- Le Mal venu (1950 – deutsch: Die Spinne im Netz)
- Le dimanche des Rameaux (1952 – deutsch: Monsieur hat immer recht)
- Grèce (1952)
- Reflux (1953)
- Mademoiselle Olga (1954)
- Maroc (1954)
- D'amour et d'anarchie (1955)
- La mort de Benjamin (1957)
- Castor et Pollux (1959)
- Le Menteur (1961)
- De la rive étrangère (1962)
- Si j'étais hirondelle (1964)
- Noémie Strauss (1965)
- Les années fraîches (1966)
- En souvenir d'une marquise (1969)

## Auszeichnungen
- Nominierung für den Prix Femina 1957 (dann ab 1958 Jurymitglied)
- Nominierung für den Prix du roman populiste (dann ab 1950 Jurymitglied)
- Vizepräsidentin des PEN Club français
- Ritter der Ehrenlegion